# Ratpenat canari
El ratpenat canari (Pipistrellus maderensis) és una espècie de ratpenat de la família dels vespertiliònids que es troba a l'arxipèlag de Madeira i a les Illes Canàries occidentals (la Palma, Gomera, Hierro i Tenerife).
És molt semblant a P. kuhlii, fins a l'extrem que per confirmar la presència de les dues espècies a Tenerife han calgut estudis moleculars. Sol tenir una vora blanca a l'uropatagi fins al cinquè dit, però no és present tots els individus ni totes les poblacions.
Caça en hàbitats variats, incloent boscos, terres de correu, ambients urbans i hàbitats aquàtics. Cria en esquerdes d'edificis i cambres d'aire sota les teulades i també en esquerdes naturals de penya-segats. S'alimenta d'insectes que caça al vol.